# Бурсук-Вале
Бурсук-Вале (рум. Bursuc-Vale) — село у повіті Ясси в Румунії. Входить до складу комуни Леспезь.
Село розташоване на відстані 323 км на північ від Бухареста, 69 км на захід від Ясс.

## Населення
За даними перепису населення 2002 року у селі проживали 153 особи, усі — румуни. Усі жителі села рідною мовою назвали румунську.